# Bert (mode)
Bert är en under flera modeepoker, särskilt 1840-1860-talen och början av 1900-talet brukad krage eller garnering, vanligen av spetsar, runt halslinningen på klänningar, då det var modernt med en bred, men inte särskilt djup och rundad ringning. Berten var vanligen rundskuren och formad efter urringningen, men kunde även vara rynkad eller veckad.